# کمپفلباخ
کمپفلباخ (به آلمانی: Kämpfelbach) یک شهر در آلمان است که در انتسکرایس واقع شده‌است. کمپفلباخ ۶٬۱۶۲ نفر جمعیت دارد.

## خواهرخوانده
شهر چیویتلا ین وال دی کیانا خواهرخواندهٔ کمپفلباخ هست.